# بانكاج شو
بانكاج شو (12 فبراير 1988 في الهند - ) هو لاعب كريكت هندي.

## وصلات خارجية
- بانكاج شو على موقع إي آس بي آن كريك إنفو (الإنجليزية)